# Адріан ван Хойдонк
Адріан ван Хойдонк (нід. Adrian van Hooydonk; 21 червня 1964, Ехті, Лімбург) — голландський автомобільний дизайнер і директор з дизайну BMW Group. Він базується в Мюнхені, Німеччина.

## Біографія
Він навчався в Делфтському технологічному університеті в Нідерландах, де отримав диплом у 1988 році. Його кар'єра почалася з року роботи позаштатним дизайнером, потім у 1989 році як дизайнер продуктів у GE Plastics Europe, а потім повернувся, щоб вивчати дослідження автомобільного дизайну в Art Center Europe у Веве, Швейцарія.

## Робота в BMW
Він приєднався до BMW у 1992 році як дизайнер екстер’єру автомобіля в Мюнхені, Німеччина. У 2000 році він був керівником відділу дизайну екстер’єру автомобілів у центрі промислового дизайну BMW DesignworksUSA, швидко ставши президентом Designworks у 2001 році. Він залишив Designworks у 2005 році, щоб отримати підвищення до керівника Brand Design Studio під керівництвом директора з дизайну BMW Group Кріса Бенгла, а в 2009 році став директором BMW Group Design, змінивши Кріса Бенгла на посаді керівника дизайну для компанії. Як голова відділу дизайну він контролює роботу над дизайном BMW, Mini та Rolls-Royce. Він вважає італійського архітектора Маріо Белліні одним із своїх найвпливовіших дизайнерів.

### Атрибутовані дизайни
- BMW 5 серії (2010)
- BMW 6 серії
- BMW 7 серії (2008)[7]
- BMW X3[8]
- BMW X5
- BMW Z9 (1999)
- Mini ACV30 (1997)